# Kochaj mnie (serial telewizyjny)
Kochaj mnie – telenowela dokumentalna Atheny Sawidis i Grzegorza Siedleckiego. Opowiadała o losach dzieci z domów dziecka. Była emitowana w TVP2 od 29 marca 2002 roku do 26 marca 2007 i została zastąpiona przez telenowelę S.O.S. Dzieciom!. W czołówce programu usłyszeć można było piosenkę „Jedna mała łza” wykonywaną przez Andrzeja Cierniewskiego, a w pierwszym okresie nadawania tego serialu intrem była piosenka "Powiedz" zespołu Ich Troje. Lektorem we wszystkich odcinkach była Krystyna Czubówna.

## Informacje dodatkowe
W 162 odcinku, emitowanym 21 listopada 2006 o godzinie 19.30, można było usłyszeć słowa poparcia pierwszej damy Marii Kaczyńskiej dla rodzicielstwa zastępczego.